# Martín Suárez de Orozco
Martín Suárez de Orozco (fallecido en Sevilla en 1684) fue un pintor barroco español. 
Según Ceán Bermúdez, entre 1666 y 1672 acudió a los estudios de la academia de dibujo sevillana, a cuyo sostenimiento económico contribuyó. Maestro pintor de imaginería, con residencia en la calle de la Sierpe, recibió en su taller a un elevado número de aprendices, según consta documentalemente. En 1662 se comprometió a enseñar el oficio a Francisco José, de once años, y a Diego López Criado, de dieciocho, a quien dos años después dejó en libertad tras algún incumplimiento del contrato por parte del muchacho. En 1664 tomó como aprendiz a Julián Leone, de quince años y de origen francés, en 1665 a Jerónimo de Vilches, de dieciocho, en 1666 a Andrés de Quesada, de trece, en 1670 a Cristóbal de Flores y en 1677 a Pedro de Alicante, de catorce años y natural de Soria.
Dictó su testamento el 23 de mayo de 1684, diciéndose tan pobre que no podía pagar lo que debía del arrendamiento de su vivienda. Dejaba por herederos a sus hijos José y María Manuela, nombrando como curadora de esta a su esposa, por ser menor de edad. Fue enterrado el 8 de junio de 1684 en la parroquia de San Salvador, de la que era feligrés.
De su trabajo como pintor consta únicamente el contrato para el dorado y estofado del retablo mayor de la Cofradía de Nuestra Señora de los Ángeles, al que se comprometía en 1681 por 1800 reales de vellón, obligándose a concluirlo en tres meses. En la colección de dibujos españoles de la Kunsthalle de Hamburgo, procedentes algunos de ellos de la academia sevillana, se le atribuyen de antiguo dos dibujos, una Asunción de la Virgen y el estudio de dos cabezas de ángeles.